# باب الفلة

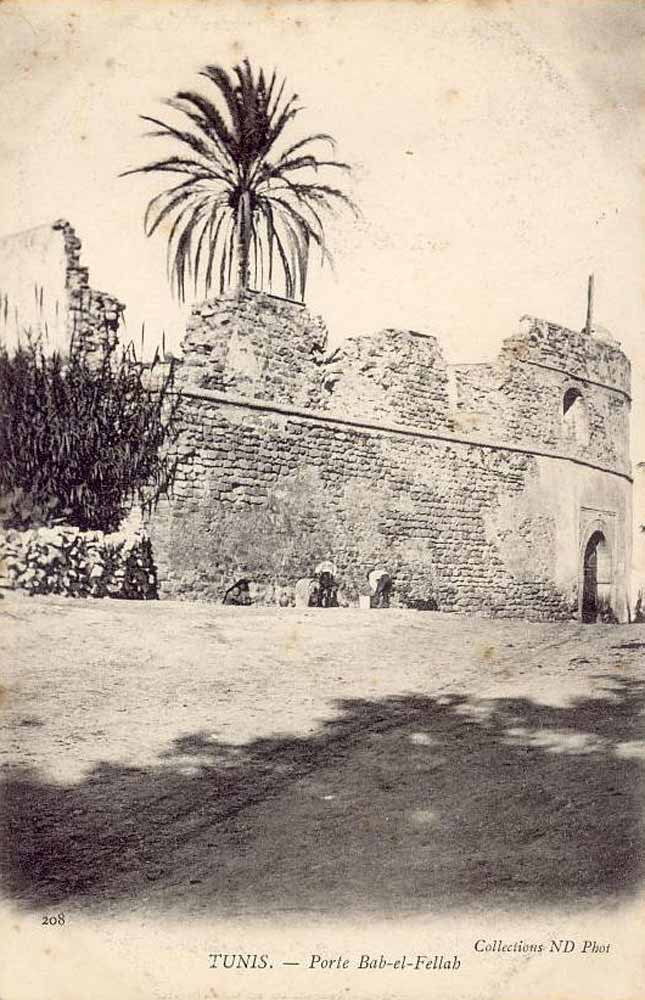
باب الفلة عام 1890

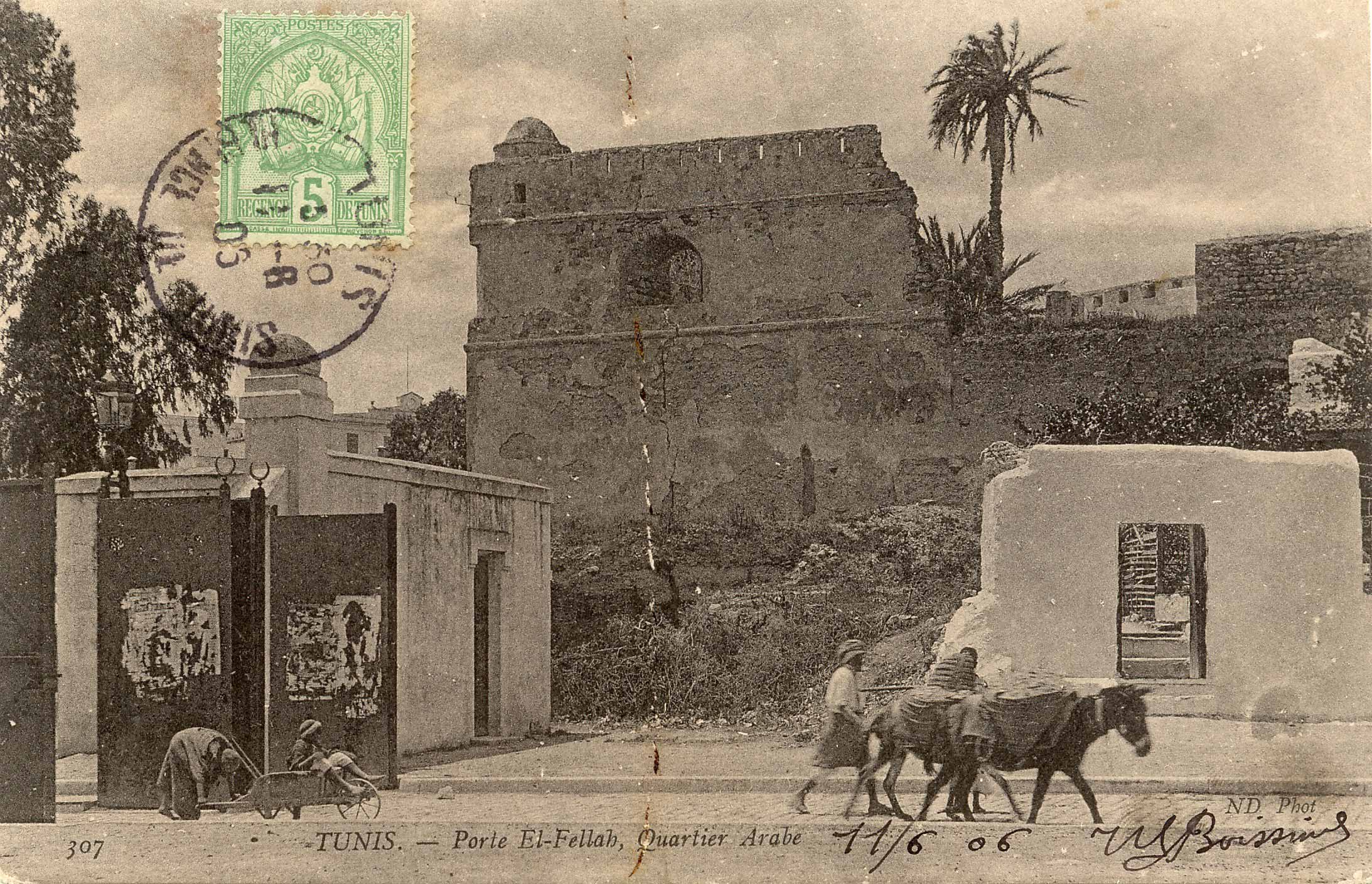
الفلة في أسوار المدينة (باب الفلة)

باب الفلة هو أحد أبواب المدينة العتيقة بتونس العاصمة. سمي بـباب الفلة نظرا لأنه كان مجرد ثلمة أو «فلة» في سور المدينة العتيقة. وقد استعمل لفرار السكان عندما احتل الإسبان المدينة في القرن السادس عشر.
سمي أيضا باب السرداب، وهو باب يقع على السور الثاني جنوب المدينة. بني سنة 1350، له دور اقتصادي هام فهو يفتح على الطرق المؤدية إلى القيروان وزغوان.
هناك بجانب الباب سرداب سمح بهروب ساكني المدينة خلال استيلاء شارل الخامس على الحاضرة في 1535 م عند اقتراب الإسبان. هدم هذا الباب قبل عام 1890.